# Sangalopsis
Sangalopsis là một chi bướm đêm thuộc họ Geometridae.

## Các loài
- Sangalopsis altera
- Sangalopsis alvona
- Sangalopsis angulimacula
- Sangalopsis angustiplaga
- Sangalopsis basidentata
- Sangalopsis caullama
- Sangalopsis coccineata
- Sangalopsis cosyra
- Sangalopsis cunaxa
- Sangalopsis curvifera
- Sangalopsis cyphara
- Sangalopsis decipiens
- Sangalopsis diasia
- Sangalopsis dora
- Sangalopsis ficifera
- Sangalopsis flaviplaga
- Sangalopsis fugax
- Sangalopsis fulvimedia
- Sangalopsis fustina
- Sangalopsis hermea
- Sangalopsis incaudata
- Sangalopsis ino
- Sangalopsis lemoulti
- Sangalopsis luteiplaga
- Sangalopsis marginata
- Sangalopsis microleuca
- Sangalopsis numbalensis
- Sangalopsis orbitula
- Sangalopsis paterna
- Sangalopsis pyrgion
- Sangalopsis regia
- Sangalopsis selina
- Sangalopsis signigera
- Sangalopsis splendens
- Sangalopsis titan
- Sangalopsis velutina
- Sangalopsis versicolor
- Sangalopsis xenopithea